# Leiophron amplicaptis
Leiophron amplicaptis är en stekelart som beskrevs av Chen, He och Ma 2001. Leiophron amplicaptis ingår i släktet Leiophron och familjen bracksteklar. Inga underarter finns listade i Catalogue of Life.